# Werner Kohlmeyer
Werner Kohlmeyer (Kaiserslautern, 19 de abril de 1924-Maguncia, 26 de marzo de 1974) fue un futbolista alemán que jugaba como defensa.Formó parte de la selección de Alemania Federal que ganó la Copa Mundial de la FIFA 1954. En total, fue internacional con su país en 22 ocasiones. En el FC Kaiserslautern jugó de 1941 a 1957.

## Biografía
Kohlmeyer se hizo famoso por sus paradas en la línea de gol, especialmente en el partido contra Yugoslavia de la Copa Mundial de 1954, en el que varias veces no se lanzó a la portería alemana. En la final de la Copa Mundial de la FIFA de 1954, Kohlmeyer detuvo a Zoltán Czibor.
Kohlmeyer ganó el campeonato alemán de fútbol con el 1. FC Kaiserslautern en 1951 y 1953. En uno de sus últimos partidos con la selección, Kohlmeyer se enfrentó a Stanley Matthews en Wembley el 1 de diciembre de 1954, en un amistoso internacional entre Inglaterra y Alemania Federal. Aunque se mostró incapaz de frenar a Matthews y perdió claramente aquel duelo, Kohlmeyer se enorgullecía de no haber perdido nunca la compostura al no cometer ni una sola falta contra Matthews. Fue esta actitud de imparcialidad la que apreció el seleccionador alemán Sepp Herberger, así como la seguridad y fiabilidad defensiva de Kohlmeyer.
Después de ganar la Copa del Mundo, perdió su casa, se divorció de su esposa y perdió su trabajo. Como consecuencia de esto, el contacto con sus tres hijos disminuyó, se volvió adicto al alcohol, se empobreció y dependía del apoyo del Estado. Finalmente, murió el 26 de marzo de 1974 de una insuficiencia cardíaca, a la edad de 49 años.
En su honor, se creó un torneo de fútbol que lleva su nombre y se celebra en los terrenos deportivos del SV Morlautern.

## Selección nacional
Fue internacional con la selección de Alemania Federal en 22 ocasiones. Fue campeón del mundo en 1954, donde jugó la famosa final contra Hungría conocida como el Milagro de Berna.

### Participaciones en Copas del Mundo
| Mundial                        | Sede  | Resultado | Partidos | Goles |
| ------------------------------ | ----- | --------- | -------- | ----- |
| Copa Mundial de Fútbol de 1954 | Suiza | Campeón   | 5        | 0     |

## Clubes
| Club           | País             | Año       |
| -------------- | ---------------- | --------- |
| Kaiserslautern | Alemania Federal | 1941-1957 |
| Homburgo       | Alemania Federal | 1957-1959 |
| Bexbach        | Alemania Federal | 1959-1960 |

## Palmarés

### Campeonatos regionales
| Título                                      | Club           | País             | Año  |
| ------------------------------------------- | -------------- | ---------------- | ---- |
| Gauliga Westmark                            | Kaiserslautern | Alemania nazi    | 1942 |
| Campeonato de la zona de ocupación francesa | Kaiserslautern | Alemania ocupada | 1947 |
| Oberliga Südwest                            | Kaiserslautern | Alemania ocupada | 1947 |
| Campeonato de la zona de ocupación francesa | Kaiserslautern | Alemania ocupada | 1948 |
| Oberliga Südwest                            | Kaiserslautern | Alemania ocupada | 1948 |
| Campeonato de la zona de ocupación francesa | Kaiserslautern | Alemania ocupada | 1949 |
| Oberliga Südwest                            | Kaiserslautern | Alemania ocupada | 1949 |
| Campeonato de la zona de ocupación francesa | Kaiserslautern | Alemania Federal | 1950 |
| Oberliga Südwest                            | Kaiserslautern | Alemania Federal | 1950 |
| Oberliga Südwest                            | Kaiserslautern | Alemania Federal | 1951 |
| Oberliga Südwest                            | Kaiserslautern | Alemania Federal | 1953 |
| Oberliga Südwest                            | Kaiserslautern | Alemania Federal | 1954 |
| Oberliga Südwest                            | Kaiserslautern | Alemania Federal | 1955 |
| Oberliga Südwest                            | Kaiserslautern | Alemania Federal | 1956 |
| Oberliga Südwest                            | Kaiserslautern | Alemania Federal | 1957 |

### Campeonatos nacionales
| Título            | Club           | País             | Año  |
| ----------------- | -------------- | ---------------- | ---- |
| Campeonato alemán | Kaiserslautern | Alemania Federal | 1951 |
| Campeonato alemán | Kaiserslautern | Alemania Federal | 1953 |

### Copas internacionales
| Título                 | Selección        | Sede  | Año  |
| ---------------------- | ---------------- | ----- | ---- |
| Copa Mundial de Fútbol | Alemania Federal | Suiza | 1954 |

### Distinciones individuales
| Distinción                                     | Año  |
| ---------------------------------------------- | ---- |
| Anillo de Oro del 1. FC Kaiserslautern         | 1951 |
| Placa de Honor de Plata de la ciudad de Múnich | 1954 |
| Insignia de Honor de Oro de la DFB             | 1955 |

## Condecoraciones
| Distinción      | Año  |
| --------------- | ---- |
| Laurel de Plata | 1951 |
| Laurel de Plata | 1954 |

## Filmografía

### Apariciones en películas
| Año  | Título                                               | Notas              |
| ---- | ---------------------------------------------------- | ------------------ |
| 2004 | Gib mich die Kirsche! - Die 1. deutsche Fußballrolle | Entrevista en vida |